# Colección Vasos Comunicantes

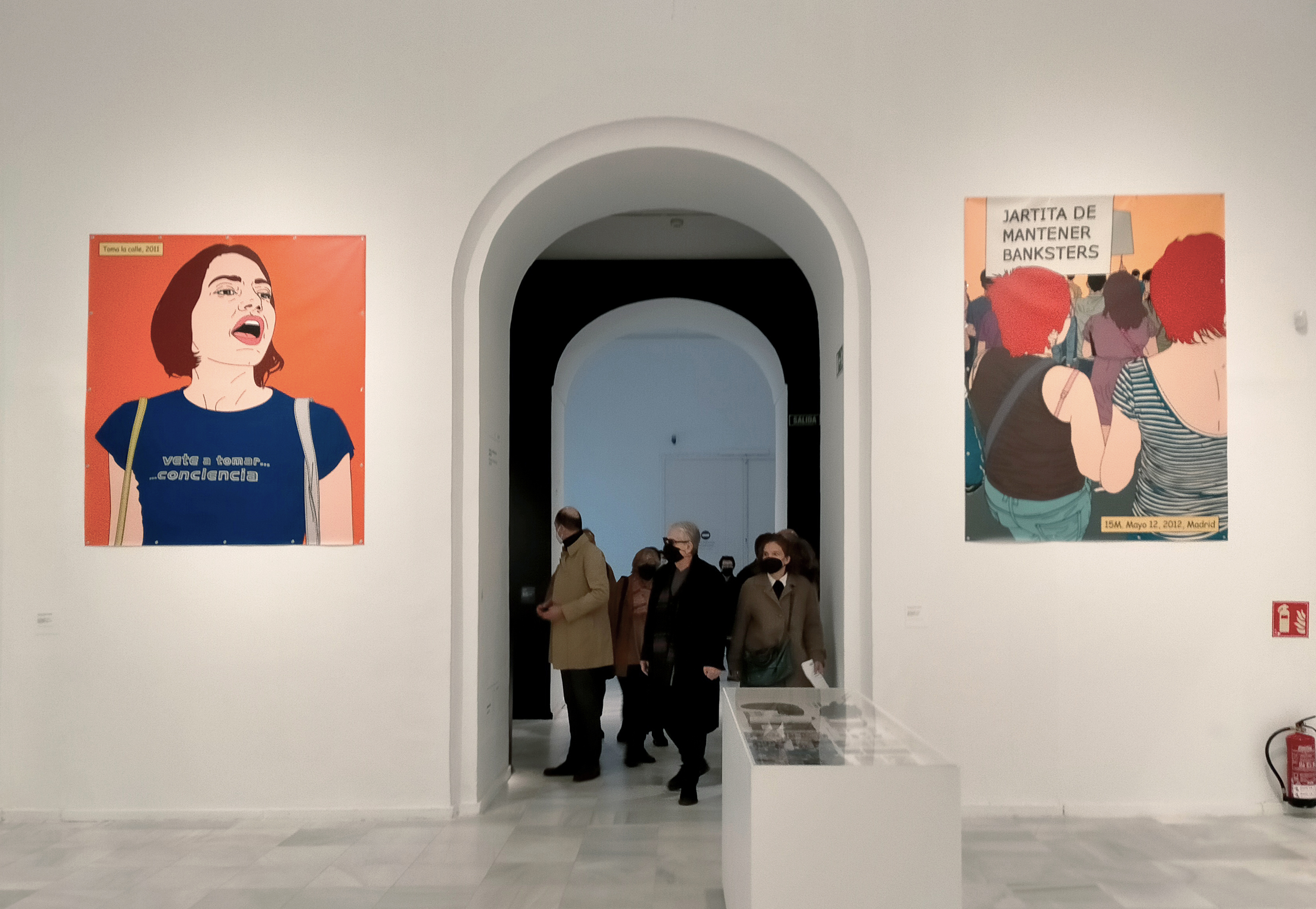
Dos lonas de la serie Indignadas en la exposición Vasos Comunicantes. Colección 1881-2021. Museo Reina Sofía, Madrid, 2021

Vasos comunicantes es el nombre de la reordenación de la colección permanente del Museo Reina Sofía inaugurada el 26 de noviembre de 2021. Organizada con un enfoque interdisciplinar, recoge obras y materiales desde 1881 hasta la contemporaneidad.

## Misión
La reordenación re planteo con el fin de completar algunas lagunas históricas de la colección presentada en 2009, como el periodo del exilio o de la autarquía, así como también perspectivas no tenidas en cuenta, como la de las mujeres artistas o el arte latinoamericano.
Es el resultado del trabajo desarrollado de forma transversal por los diferentes departamentos del museo. Algunas de estas investigaciones habían servido para armar las tesis de exposiciones realizadas en el museo durante la década anterior, como fue el caso de Campo cerrado, Perder la forma humana o Principio Potosí. En este sentido, el museo había ido adquiriendo fondos para su colección relacionados con estas investigaciones. También provenían del estudio de la colección por parte de investigadores internacionales provenientes de otros museos, universidades y centros de investigación. O incluso del estudio profundo de los fondos documentales de la biblioteca. 

## Organización
Desde mayo de 2021 y de manera paulatina, el museo fue mostrando nuevas salas de exposición y anticipando ciertas claves de la propuesta. Una de ellas era la incorporación del término “episodio” para diferenciar y nombrar cada una de las partes de la reordenación, tratando de dar un carácter seriado a la colección. Sin embargo, cada uno de los episodios cuenta con una entidad propia. Además, la lectura de un episodio a otro no es necesariamente lineal, pues se provocaban deliberadamente saltos geográficos y temporales. Estas discontinuidades se pensaron necesarias para acercarse a la historia desde un punto de vista contemporáneo, a la vez que permiten que el visitante pueda saltarse cualquiera de los episodios sin que los restantes dejaran de tener sentido.

### Contenido
“(E)n la última década ha habido prácticamente de todo […] la perspectiva histórica que teníamos en 2010 [cuando se produjo la última reordenación general de la colección] no la tenemos ahora”.
Manuel Borja-Villel

Con estas declaraciones Manuel Borja-Villel desmintió la idea de que la reordenación había sido un hecho arbitrario o “un cambio de moda” y que, al igual que las exposiciones temporales y las actividades públicas, la colección tampoco podía obviar el cambio paradigma del momento actual. 
De esta forma, el museo pretendía reforzar su pertinencia con el presente y su intención de contribuir como institución pública a una mejor comprensión de la época actual. Siguiendo esta estrategia, la reordenación se concibió como un instrumento democrático que pudiera ayudar a entender mejor el contexto histórico en el que vivimos, al mismo tiempo que permita deconstruirlo, desvelar sus fake news y aproximarse a lo silenciado por la historia oficial.
Para conseguir narrar este presente común, los episodios proponen una revisión crítica del pasado con una perspectiva actual, tratando de revertir las miradas patriarcales y coloniales. Algunas de los recursos más empleados en la reordenación son:
- La reconstrucción de exposiciones y proyectos expositivos del siglo XX, lo que contribuye a mostrar desde la historiografía “cómo se ha construido la historia, cómo hemos heredado ciertos conceptos […] como si formaran parte de una visión casi universal”.[12][13][9][14]
- Las genealogías y relaciones, lo que permite una historia del arte planteada más allá de una sucesión cronológica de grandes acontecimientos, movimientos artísticos, autores y obras. En su lugar, pretende profundizar “en los andamiajes, las relaciones, los ecos, los silencios, las continuidades y las rupturas”. Un caso representativo de esta museografía es el de la artista Maruja Mallo, cuya obra aparece contextualizada dentro de las vanguardias históricas en España, relacionada con la producción de los artistas en el exilio y también junto con las identidades ciborg teorizadas por Donna Haraway. Una forma de pensar la colección que parte desde las propias obras, como destaca la jefa del Área de Colecciones Rosario Peiró, al apuntar que “una obra junto con otra puede hablar de algo, y junto con otra diferente puede hablar de otra cosa”.[12][1]
- Aquellas manifestaciones artísticas y a aquellos materiales de archivo que han sido tradicionalmente considerados como marginales o secundarios, como son los dibujos abocetados, los fotolibros, las piezas de poesía visual, como también a otras creaciones realizadas en formatos de producción sencilla y fácil circulación, como los carteles y las revistas.[9][15]
- El espacio público y las ciudades, concretamente. De esta forma, las nuevas salas expositivas recorren la historia del urbanismo y la arquitectura, tanto de manera específica como transversal a lo largo de todo el discurso expositivo. Ocupan una posición principal en las salas dedicadas a la especulación inmobiliaria y el estallido de su burbuja, el cual agravaría la crisis económica española entre 2008 y 2014.[16][17]
- El paradigma de la crisis recorre toda la reordenación pues, como afirma Borja-Villel, se ha convertido en “algo estructural en nuestras sociedades” y se extiende a través del auge del neoliberalismo, la crisis migratoria global y la emergencia medioambiental. Como forma de resistencia a este escenario, la colección propone la atención a los cuerpos "y la colaboración basada en los afectos", capaz de entender la vida desde la vulnerabilidad y la interdependencia.[17][18]

## Episodios
La presentación Vasos comunicantes está organizada en torno a 8 episodios, independientes pero conectados. Están propuestos de forma cronológica, aunque no continuada. Cada uno recoge una serie de obras y materiales que ejemplifican diferentes contextos y tesis. Cada episodio tiene un tamaño diferente, contando el más grande de todos veintidós salas y el más pequeño tan solo ocho.  

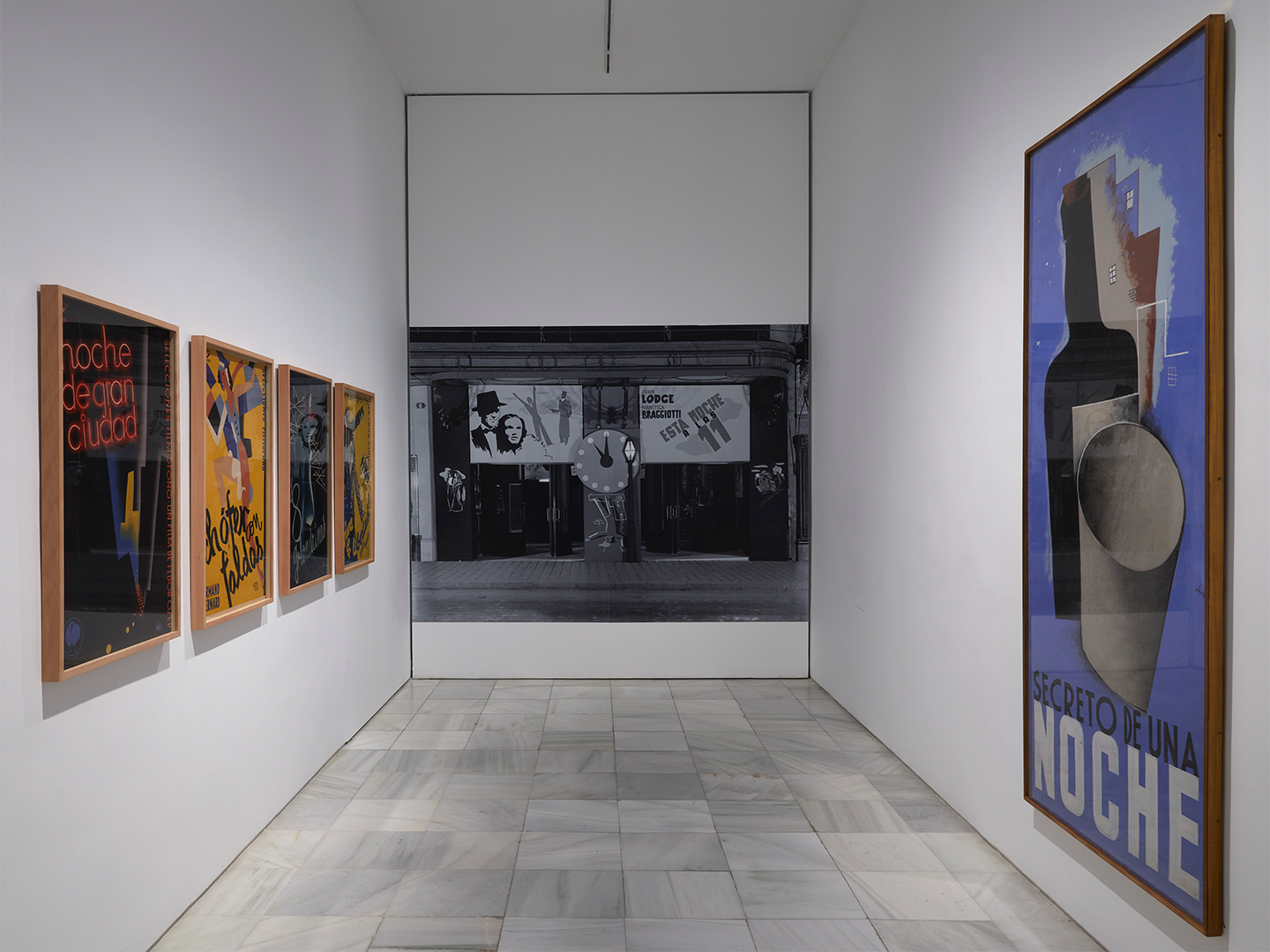
Episodio 1 de la Colección Vasos Comunicantes del Museo Reina Sofía

### Episodio 1. Territorios de vanguardia: ciudad, arquitectura y revistas
El primer episodio pone el foco en los espacios donde aparecieron y se fraguaron los movimientos artísticos de vanguardia de principios del siglo XX, resumidos en tres: las ciudades, la arquitectura y las revistas. En cuanto a las ciudades, se presentan salas específicas dedicadas a París, Barcelona y Madrid que se contextualizan con obras emblemáticas de artistas como Pablo Picasso, José Gutiérrez Solana e Isidre Nonell y fotografías de autores como Alfonso (Alfonso Sánchez García) y su hijo, Alfonso Sánchez Portela.
La parte dedicada a la arquitectura, como disciplina profundamente alterada por todos los cambios que tienen lugar en ese momento, presta atención a los proyectos urbanísticos que intentaron dar respuesta a las carencias y necesidades de la clase obrera y a la configuración de la ciudad moderna. En este sentido, se abordan otras urbes protagonistas como Nueva York, Ciudad de México, Lima y Buenos Aires, donde destaca el trabajo del museo en una de sus líneas de investigación fundamentales: la relación del arte español con el arte latinoamericano.
Por último, algunas salas específicas están dedicadas a las publicaciones y exposiciones de la época, como la revista Documents, dirigida por Georges Bataille, o la Gaceta de Arte, editada en Santa Cruz de Tenerife entre 1932 y 1936. También se destaca la importancia de las Galeries Dalmau de Barcelona y uno de los acontecimientos más relevantes para el arte español, la Exposición Internacional de París de 1937, para la que Pablo Picasso realizaó el Guernica. La institución recupera también algunas de las salas de su exposición temporal La noche española, la cual tuvo lugar en el año 2008 y en la que se incluyen piezas de Natalia Goncharova, Pablo Picasso, Alberto Sánchez o Salvador Dalí.

### Episodio 2. El pensamiento perdido
El segundo capítulo de esta reordenación se centra en el exilio republicano español, una de los ejes principales en la investigación de los conservadores del museo. En las salas aparecen expuestos toda una serie de materiales relacionados con artistas españoles exiliados a causa de la guerra civil española y del posterior régimen franquista. Entre otros contenidos, este episodio contiene fotografías que documentan la huida de los republicanos españoles a Francia, los campos de concentración franceses para los españoles y también la producción realizada por algunos artistas desde estos lugares, como es el caso de Antonio Rodríguez Luna.
En este episodio se marcan también algunas personalidades referentes en el pensamiento en torno al exilio, como fueron el escritor Max Aub, el artista Josep Renau, el psiquiatra Francesc Tosquelles y el cineasta José Val del Omar.

### Episodio 3. Campo cerrado
Este tercer episodio se centra en el periodo autárquico español que tuvo lugar entre el final de la Guerra Civil en 1939 hasta el año 1953. Una época que, como describe el texto de sala, está “marcada por la coexistencia de dos visiones, la de la realidad de las dificultades cotidianas y la del relato del arte oficial”.  
Tomando el discurso de la exposición homónima comisariada por María Dolores Jiménez-Blanco y realizada en el museo en el año 2016, este capítulo ahonda en la actividad constructiva llevada a cabo por el gobierno franquista para, por un lado, hacer frente al gran problema de la vivienda que acontecía tanto en el campo como en la ciudad y, por otro, a edificar los grandes monumentos del régimen. Los materiales como fotografías, planos y maquetas ocupan toda una serie de salas relacionadas con este ímpetu por explorar lo arquitectónico, acompañadas de obras de artistas como Pancho Cossío, José Gutiérrez Solana, Godofredo Ortega Muñoz o Josep Guinovart.
Ahora bien, este capítulo también da cierto protagonismo a las creaciones realizadas por la "vanguardia frívola”, llamada así por Jordana Mendelson en referencia a aquel movimiento formado por artistas que desde los espacios periféricos de las grandes ciudades participaban en eventos populares como escapatoria al control represivo del Estado. Así, ferias, circos, teatros de variedades y clubes nocturnos se convirtieron en puntos de encuentro para el nacimiento de algunas formas de contracultura.
Además, este episodio hace patente uno de los aspectos fundamentales de esta nueva configuración de la colección, como es el interés por las exposiciones consideradas como armas de poder y propaganda, entre las que destacan la Exposición de Arte Abstracto de Santander (1953) y el Pabellón Español de la IX Trienal de Milán (1951). Este último, enormemente importante tanto para la historia del diseño español como para la política cultural, se ha reconstruido también en una de las salas del museo gracias a los documentos procedentes del archivo del arquitecto José Antonio Coderch, donado a la institución en 2019, y al relato y materiales de uno de los pensadores más importantes de la posguerra española, Rafael Santos Torroella.

### Episodio 4. Doble exposición: el arte y la Guerra Fría
Este apartado retoma la importancia de las exposiciones abriendo el foco a una mirada internacional y durante el periodo denominado como Guerra Fría. En concreto, atiende a la estrategia de Estados Unidos de utilizar las exposiciones con el fin de diseñar el nuevo escenario geopolítico. Como contestación, también se recogen algunas derivas artísticas que se opusieron a este discurso, como las llevadas a cabo por Richard Hamilton, por los llamados artistas libres de Alba o los letristas franceses.  
Algunas de las exposiciones realizadas en Estados Unidos contaron con la presencia del arte español, como las Bienales Hispanoamericanas y las muestras realizadas en el Museo Solomon R. Guggenheim y en el MoMA. Exposiciones con las que el régimen franquista conseguía aumentar la visibilidad y la internalización del arte contemporáneo, mientras que se ponía en marcha “una nueva imagen gráfica del país”, con el Spain is Different enarbolado por el Ministerio de Turismo y cuyo concepto también tiene un papel destacado en este episodio. De esta manera, en las salas se exhiben algunos de esos carteles de propaganda junto con fotografías de la época de Oriol Maspons o Xavier Miserachs.
Este capítulo también aborda la complicada relación de España con África –a través de la obra de Rogelio López Cuenca– y continúa cronológicamente con la producción realizada por artistas durante los últimos años del franquismo, como Luis Gordillo, o con la de artistas mujeres como Eulàlia Grau, Isabel Oliver o Ángela García Codoñer, quienes formaron parte en el año 2020 del microsite Fuera del canon. Las artistas pop en la Colección.

### Episodio 5. Los enemigos de la poesía: resistencias en América Latina
Esta sección se materializa alrededor de varios conceptos: el espacio, tanto como fenómeno matemático como el concepto espacio público, la poesía, las experimentaciones matemáticas, lo corpóreo, el territorio y la cartografía. En este sentido, se establece un diálogo entre las salas dedicadas al poeta y artista Marcel Broodthaers y aquellas centradas en la poesía concreta y en movimientos brasileños de vanguardia tales como el de Poema/Proceso, donde se recogen obras de artistas como Augusto de Campos, Julio Plaza, Regina de Silveira o Vera Chaves Barcellos.
Entra también el arte performativo con las propuestas elaboradas en los años sesenta por los artistas concentrados alrededor de instituciones argentinas como fueron el Instituto Di Tella y el Centro de Arte y Comunicación (CAyC). En este contexto, destacan artistas como Oscar Massota, uno de los primeros teóricos interesados en el uso de las nuevas tecnologías en el arte y en su potencial revolucionario, lo que permite relacionar esta sala con las dedicadas al Centro de Cálculo de Madrid y a las experiencias que utilizan la comunicación ilimitada y las redes anteriores a la aparición de internet.
Otro de los elementos importantes de este episodio es el protagonismo que toman los cuerpos, incorporados a través de obras abstractas –como sucede en el caso de las creaciones de Gego, Jesús Rafael Soto y Roberto Matta–, o encargados de tomar los espacios públicos para activarlos. Un espacio público que es destacado por la propia responsable del Departamento de Colecciones, Rosario Peiró:

“A finales de los años 60, se produce un cambio de paradigma en el arte [que] tiene que ver con cómo se entiende el espacio. No sólo desde el punto de vista de la relación del objeto artístico con el espacio, sino cómo este reverbera en los comportamientos sociales, políticos, económicos, psicológicos, incluso físicos, de ese espacio”.
Rosario Peiró

En este capítulo destaca el espacio público como lugar primordial para la creación, eliminándose las fronteras entre la calle y el estudio, tal y como demuestran algunas de las obras que se incluyen en él, pertenecientes a artistas como Trisha Brown, Guy Debord o VALIE EXPORT. Una ruptura del sesgo funcionalista del dentro y el fuera que logra trascender incluso los límites entre el espectador y la obra, como recogen las piezas de Claudia Andujar o Juan Downey, y que también permiten reflexionar en este episodio acerca de la necesidad de intervenir, redibujar y renombrar los mapas establecidos, con la intención de criticar el orden mundial y cuestionar las identidades nacionales.

### Episodio 6. Un barco ebrio: eclecticismo, institucionalidad y desobediencia en los ochenta
Este episodio toma el nombre con el que Rudi Fuchs quiso titular la documenta que comisarió en 1986. Es el título de un poema de Arthur Rimbaud que alude a un barco a la deriva y que, en este caso, sería una metáfora del contexto artístico de los ochenta, caracterizado de un enorme eclecticismo. En este sentido, las salas de este capítulo contienen algunas de las obras mostradas ese año en Kassel, como las de Martha Rosler, Joseph Beuys, Dara Birnbaum, Franz Erhard Walther o el español Miquel Barceló.
En esa misma época se configuraron algunos elementos clave del panorama artístico español actual, a través de la creación de la feria ARCO y del propio Centro de Arte Reina Sofía, a través de una política socialista de exposiciones interesada en promocionar el talento artístico nacional dentro y fuera del país. A este esfuerzo se sumaron galerías españolas como la de Fernando Vijande, que estableció puentes con el arte internacional —especialmente el nortemericano— y que cuenta con una sala específica en esta reordenación dedicada a algunos de los artistas que expusieron en ella, como Juan Muñoz, Carmen Calvo o Susana Solano.
Frente a este arte más institucionalizado, el episodio también alude a toda serie de "desobediencias" artísticas desarrolladas en la época, como las que aparecieron en galerías independientes de Nueva York como Artists Space o Metro Pictures o el colectivo de artistas anónimos malagueños Agustín Parejo School (APS). También señala a toda una serie de artistas que trabajan en esa década en el bloque soviético –como Edward Krasinski, Geta Bratescu o Mladen Stilinović– y a aquellos que cuestionan la idea de identidad como construcción social y que pretenden desnaturalizar el género y se relacionan en mayor o menor medida con el movimiento post-punk –como son Patricia Gadea y David Wojnarowicz.  
Las salas recogen además otros ejemplos artísticos relevantes de la lucha contra la estigmatización de la comunidad homosexual y del VIH. Destaca la obra de Pedro Lemebel y su colectivo Las Yeguas del Apocalipsis, pero también la de José Leonilson, Feliciano Centurión y Pepe Espaliú, quien protagonizaría la reconocida acción colectiva Carrying. La versión madrileña de esta acción se encuentra también recogida en las salas de este episodio, junto con la camiseta y el pin diseñado por Espaliú para la ocasión y otros objetos dedicados a la recaudación de fondos para los afectados procedente de los colectivos Radical Gai y LSD, algunos de los cuales integran el llamado ¿Archivo queer? conservado en la Biblioteca y Centro de Documentación del Museo.

### Episodio 7. Dispositivo 92. ¿Puede la Historia ser rebobinada?
Centrado en los años noventa, este episodio propone decolonizar “nuestras miradas y nuestra producción de pensamiento”. El recorrido parte de la Exposición Universal de Sevilla del año 1992, la cual no solo conmemoraba el quinto centenario de la Conquista de América, sino que, según el texto curatorial, anticipaba las “teorías actuales sobre la relación entre procesos extractivos en ese continente y el desarrollo de la crisis del clima”.
Las primeras salas del episodio reúnen diversos materiales relacionados con la Expo, como la propaganda creada para el evento o los planos y maquetas del recinto. Aparecen reperesentadas voces críticas con el proyecto, como las que se desprenden del proyecto Plus Ultra realizado por la comisaria Mar Villaespesa y la empresa de producción cultural BNV para el pabellón de Andalucía. También aparecen obras del colectivo Agustín Parejo School, la instalación de Victoria Gil o el muñeco de José María Giró que carga en su mochila con el logotipo diseñado por Eduardo Chillida para el Centro de Arte Reina Sofía.
La contestación desde Latinoamérica aparece en la obra de Liliana Maresca El Dorado, expuesta originalmente en Buenos Aires a finales de 1991. Esta pieza hace referencia a la sangre derramada durante la conquista y la explotación colonial y se conecta con otras salas del episodio dedicadas a la denuncia a la esclavitud, el extractivismo y la desposesión de los pueblos, como las reservadas a la muestra Principio Potosí, la reconstrucción de una exposición temporal que tuvo lugar en el Museo Reina Sofía en el año 2010. En ella, se tomaba el aprovechamiento colonial español de las minas de Potosí desde el siglo XVI como origen de la explotación industrial globalizada. Forman parte de este discurso piezas de artistas como Sonia Abián, Marcelo Expósito, Ines Doujak, Harun Farocki y María Galindo.
En esta lectura decolonial, las salas ponen de manifiesto los abusos imperialistas tras la Conferencia de Berlín, a través de la obra de Dierk Schmidt, así como una crítica a los sistemas visuales de representación creados desde la Ilustración para atender a un riguroso proyecto clasificatorio, con el trabajo de Sandra Gamarra o Daniela Ortiz. También apararece la crítica a la exotización, como muestran los artistas mesoamericanos Benvenuto Chavajay y los hermanos Poyón, y remarca las conexiones que se establecen todavía hoy entre migración y violencia, como ejemplifica el trabajo Mapa Teatro o de Walterio Iraheta.
Por último, aparecen algunas referencias a movimientos altermundistas como unos cayucos zapatistas, expuestos junto a la obra del colectivo ruso Chto Delat.

### Episodio 8. Éxodo y vida en común
Este último capítulo de la reordenación se centra en el siglo XXI y, por ende, en toda una serie de eventos que caracterizaron los primeros años del nuevo siglo, como la crisis argentina del 2001, el hundimiento del petrolero Prestige, el pinchazo de la burbuja inmobiliaria en España y la crisis de 2008, la solidificación de fronteras y campos de refugiados, la todavía presente violación de los derechos humanos, las fake news... Aparecen expuestas obras de Francesc Ruiz, Marcelo Expósito, Allan Sekula, María Ruido, Wang Bing, Efrén Álvarez, Isaías Griñolo, Antoni Muntadas, Lawrence Abu Hamdan, Angela Melitopoulos, Alejandro S. Garrido o Rogelio López Cuenca, entre otros.
También vuelve sobre cuestiones que quedaron sin resolver en el siglo XX, como es el caso de la transición española, la guerra civil libanesa o el golpe militar en Chile de 1973. En relación con esto aparecen obras de artistas como Loreto Martínez Troncoso, Ignasi Aballí, Bleda y Rosa, Walid Raad, Gabriele Basilico y Felipe Rivas San Martín. Las piezas de este último –una serie fotográfica acompañada de códigos QR– se relaciona con otro de los aspectos en los que se ahonda en este episodio, como es el uso de la tecnología y de las herramientas de intercambio y control de datos. Una cuestión sobre la que también reflexiona Daniel García Andújar con su instalación audiovisual Postcapital Archive (1989-2001), que revisa especialmente la situación histórica, social y económica tras la caída del Muro de Berlín y los atentados terroristas contra las Torres Gemelas.   
En último lugar, este episodio insta también a repensar con urgencia la crisis ecológica a la que nos enfrentamos en el presente. Para abordar esta realidad, el Museo recurre a las obras de artistas como Rosa Barba, con su cortometraje Bending to Earth (2015) sobre los lugares de almacenamiento de desechos radiactivos, o Joan Jonas que invita a reflexionar sobre la salud de los océanos con su estudio sobre las aguas jamaicanas y los acuarios de todo el mundo. En esta instalación, Jonas nos sitúa “al mismo nivel que otras criaturas oceánicas” y nos insta a reconocer un futuro necesario posthumano que sea capaz de incorporar –tomando la tesis de Rosi Braidotti– no solo a otras especies, “sino también a la naturaleza en su conjunto”.
Un porvenir que, según la narrativa propuesta por el Museo, tendrá que ahondar en la lógica de lo común como respuesta social. Esto es, en fomentar la interconexión, nuevas comunidades y nuevas formas de gobernalidad basadas en la importancia de existir y vivir en relación con demás, como enuncia la artista Andrea Büttner a través de “formas bellas de vida frugales y humildes” o Marc Pataut a través de sus fotografías a los excluidos.  